# Wawrzeńczyce (województwo dolnośląskie)
Wawrzeńczyce – wieś w Polsce położona w województwie dolnośląskim, w powiecie wrocławskim, w gminie Mietków.

## Podział administracyjny
W latach 1975–1998 miejscowość należała administracyjnie do województwa wrocławskiego.

## Położenie
Położona około 35 km na południowy zachód od Wrocławia.

## Demografia
Liczy obecnie (III 2011 r.) 228 mieszkańców, z których większość stanowią potomkowie przymusowych wysiedleńców z Sąsiadowic z ziemi lwowskiej, którzy przybyli tu po 1945 roku.

## Kościół
Kościół parafialny pw. św. Wawrzyńca, zbudowany w stylu neoklasycystycznym w latach 1815-1816, na miejscu starego kościoła z XIV w. Wielokrotnie niszczony i przebudowywany. W kościele znajdują się dwa ołtarze: główny z roku 1750 i boczny z 1816 r., nad którym umieszczony jest obraz przedstawiający sąd nad św. Wawrzyńcem. W kościele znajduje się także prospekt organowy z 1791 r. oraz epitafium Achatiusa von Sauermana (zm. 1580) i jego żony Pauli von Czettritz (zm. 1616). W zachodniej ścianie kościoła wmurowane są trzy płyty nagrobne pochodzące z XV i XVI wieku. W 2008 roku została odnowiona elewacja oraz pokrycie dachu.

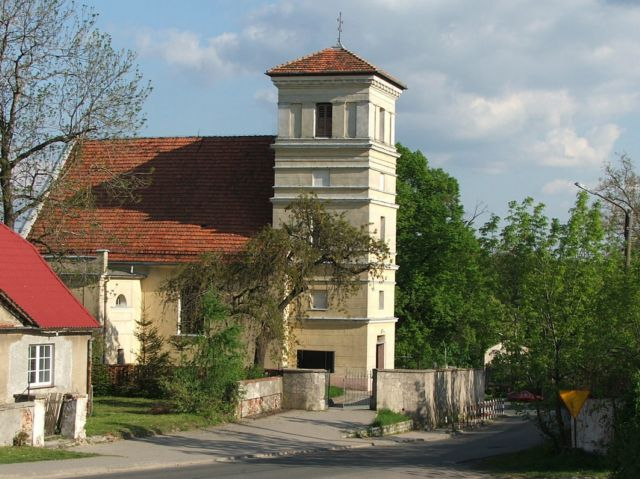
Kościół św. Wawrzyńca
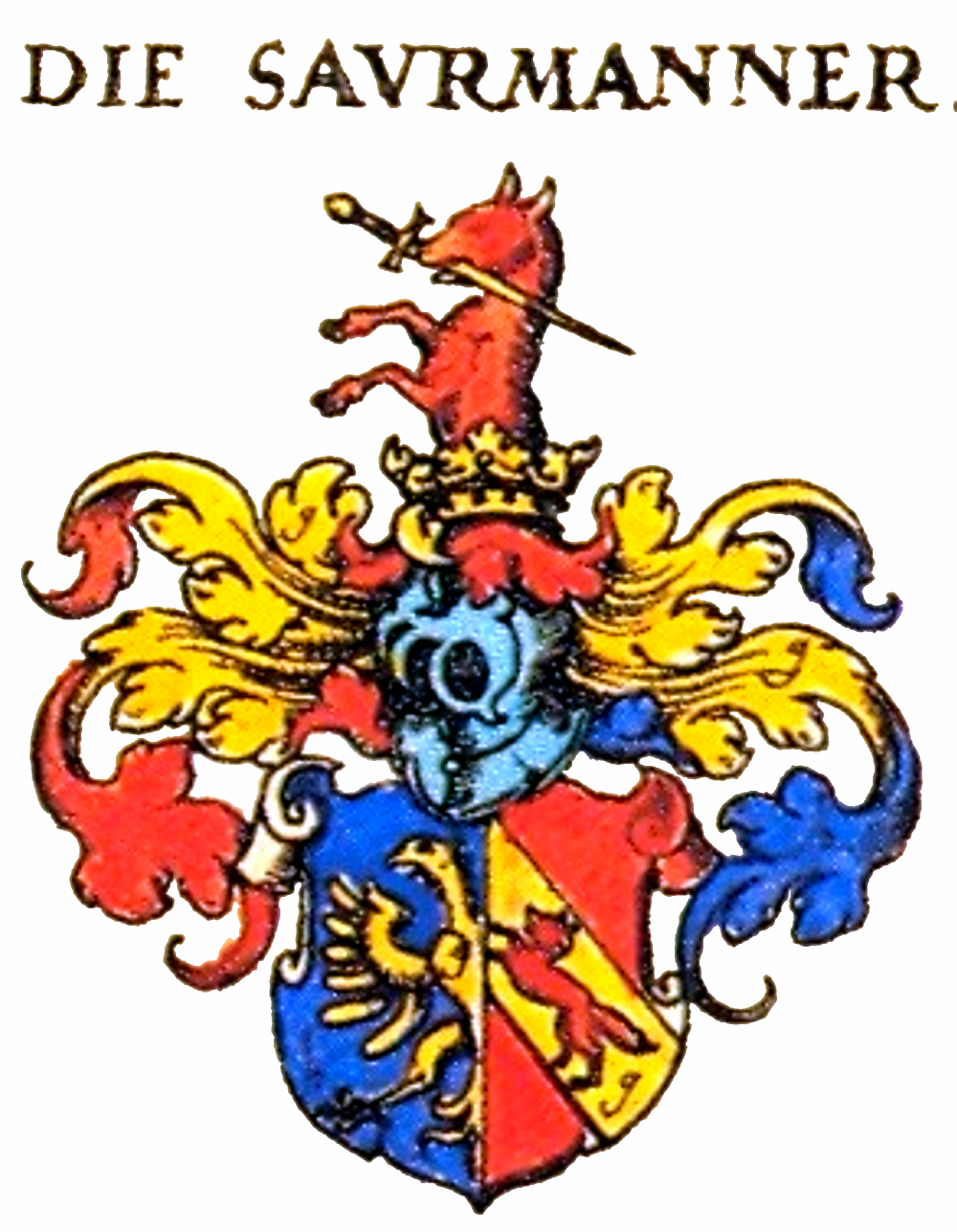
Herb Sauermanner
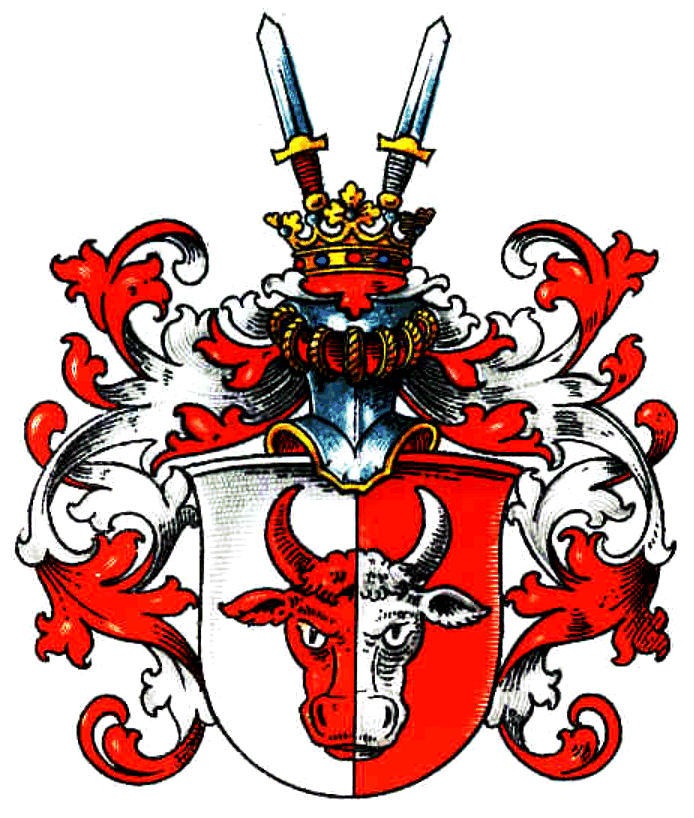
Herb von Czettritz
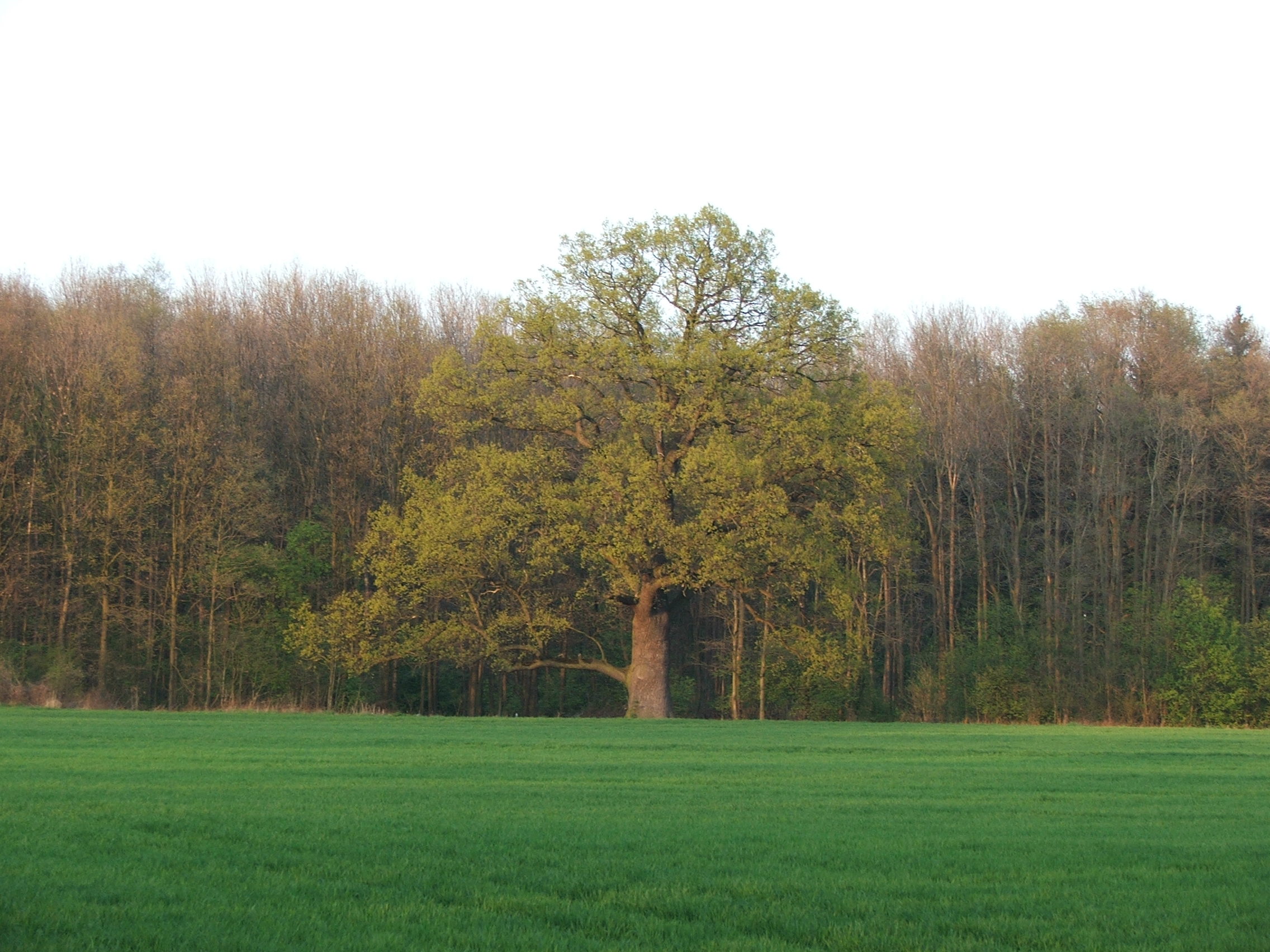
400-letni dąb w Wawrzeńczycach

## Parafia
Parafia została erygowana w 1488 roku. W skład parafii wchodzą: Stróża, Ujów, Wawrzeńczyce i Mietków. Ruchy i wspólnoty działające na terenie parafii:
- Żywy Różaniec
- Eucharystyczny Ruch Młodych
- Papieskie Dzieło Misyjne Dzieci
- Liturgiczna Służba Ołtarza
- Schola Dziewczęca
- Lektorzy

## Przyroda
Na skraju lasu w Wawrzeńczycach rośnie, imponujący, 400-letni dąb szypułkowy, o obwodzie pnia 580 cm, a na łące śródleśnej cypryśnik błotny, o obwodzie pnia 436 cm. Spotkać również można rzadkie okazy, takie jak: platan klonolistny, żywotnik zachodni, choina kanadyjska oraz lipa drobnolistna.